# Leptodactylodon
Leptodactylodon is een geslacht van kikkers uit de familie Arthroleptidae (vroeger: echte kikkers). De soorten uit dit geslacht worden tot de onderfamilie Astylosterninae gerekend. De groep werd voor het eerst wetenschappelijk beschreven door Lars Gabriel Andersson in 1903.
Er zijn 15 verschillende soorten die leven in Afrika; in Equatoriaal-Guinea, Gabon, Kameroen en Nigeria.

## Soorten
Geslacht Leptodactylodon
- Soort * Leptodactylodon albiventris (Boulenger, 1905)
- Soort Leptodactylodon axillaris Amiet, 1971
- Soort Leptodactylodon bicolor Amiet, 1971
- Soort Leptodactylodon blanci Ohler, 1999
- Soort Leptodactylodon boulengeri Nieden, 1910
- Soort Leptodactylodon bueanus Amiet, 1981
- Soort Leptodactylodon erythrogaster Amiet, 1971
- Soort Leptodactylodon mertensi Perret, 1959
- Soort Leptodactylodon ornatus Amiet, 1971
- Soort Leptodactylodon ovatus Andersson, 1903
- Soort Leptodactylodon perreti Amiet, 1971
- Soort Leptodactylodon polyacanthus Amiet, 1971
- Soort Leptodactylodon stevarti Rödel & Pauwels, 2003
- Soort Leptodactylodon ventrimarmoratus (Boulenger, 1904)
- Soort Leptodactylodon wildi Amiet & Dowsett-Lemaire, 2000